# ساموئل پپلو

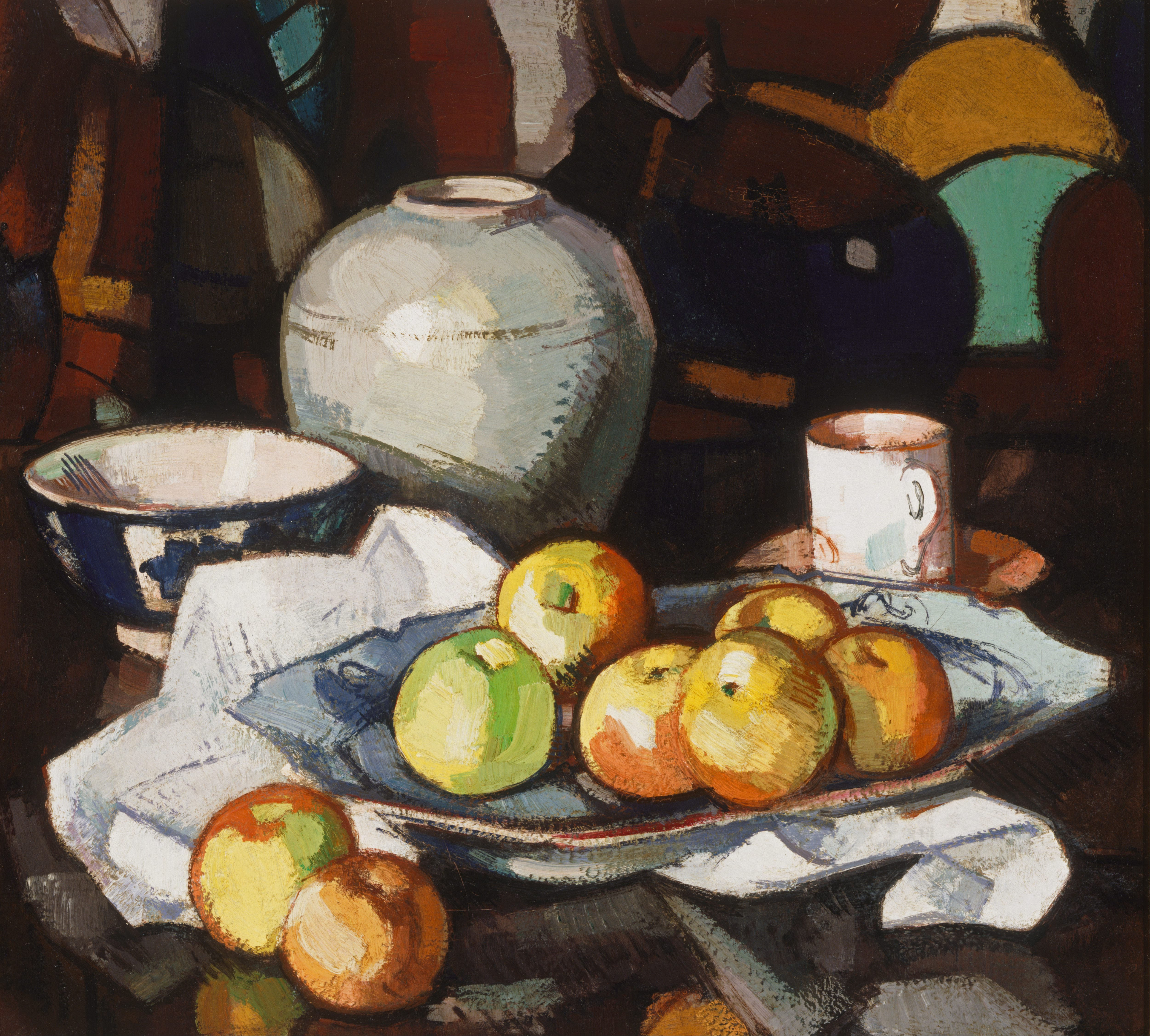
تابلوی طبیعت بی‌جان سیب‌ها و بستو، نام اثری است از ساموئل پپلو. تابلو حدوداً بین سال‌های ۱۹۱۲-۱۶ میلادی، کشیده‌شد. این اثر اکنون در مالکیت نگارخانه نیو ساوت ولز قرار دارد.

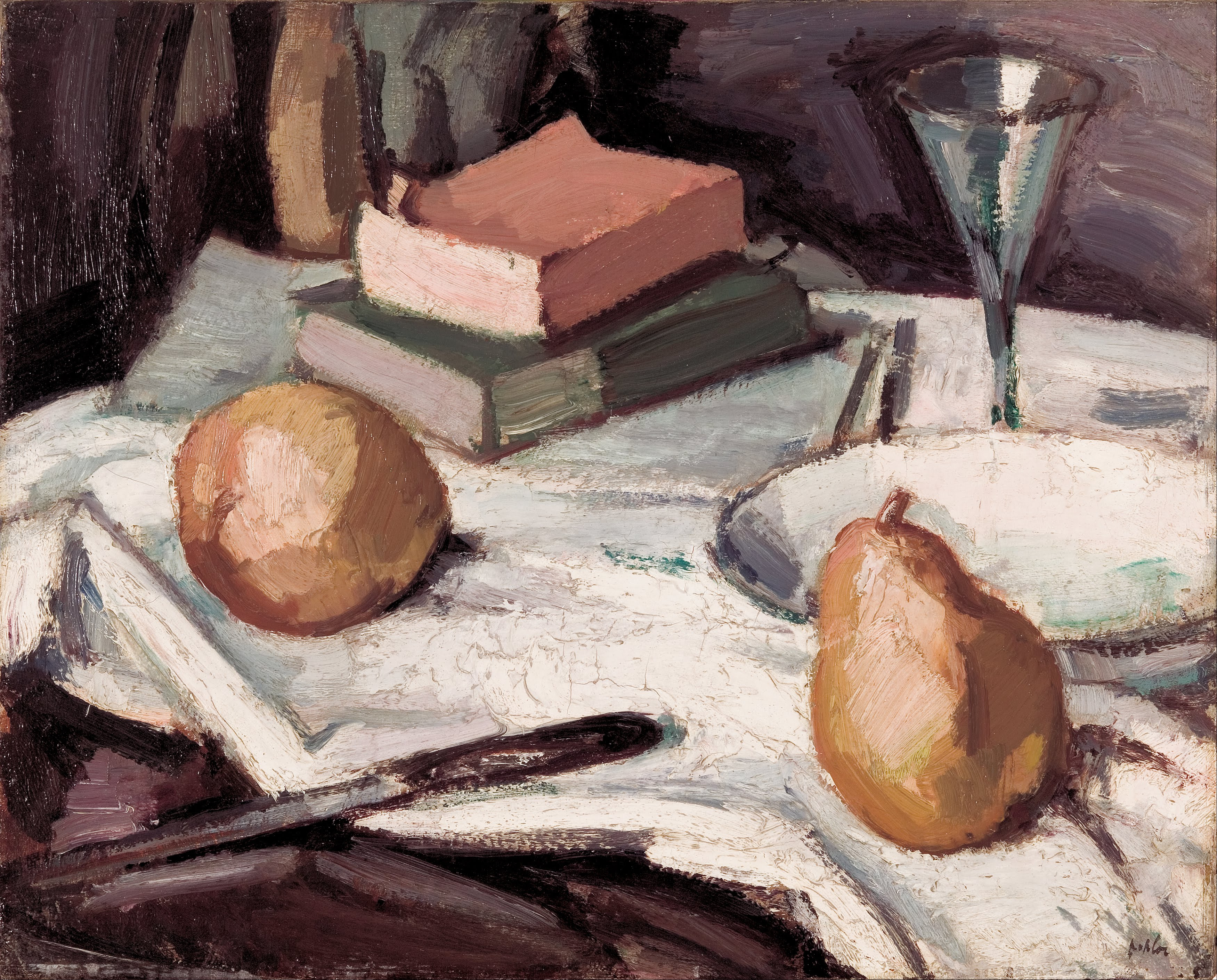
تابلوی طبیعت بی‌جان گلابی‌ها و لیوان شراب، نام اثری است از ساموئل پپلو. تابلو در حوالی ۱۹۱۵ میلادی، کشیده‌شد. این اثر اکنون در مالکیت نگارخانه هنری جنوب استرالیا قرار دارد.

ساموئل پِپلو (به انگلیسی: Samuel Peploe) نقاش پُست‌امپرسیونیسم اسکاتلندی بود. وی برای سبک نقاشی‌های طبیعت بی‌جان مشهور شد. ساموئل پِپلو یکی از چهار نقاش مهم اسکاتلندی است که به «رنگ‌بازان اسکاتلندی» معروف شدند.
موزه و نگارخانه کیرک‌کالدی و موزه ملی اسکاتلند بزرگ‌ترین مجموعه از آثار ساموئل پِپلو را در اختیار دارند.